# Guram Metonidze
Guram Arcziłowicz Metonidze (ros. Гурам Арчилович Метонидзе, ur. 1935) – radziecki działacz partyjny.
Gruzin, ukończył szkołę średnią, od 1958 pracował w przedsiębiorstwach w Tbilisi, od 1959 brygadzista elektromonterów fabryki im. Lenina w Tbilisi. Od 1964 członek KPZR, 1986-1989 zastępca członka, a 1989-1990 członek KC KPZR. Deputowany do Rady Najwyższej ZSRR 11 kadencji, 1989-1991 deputowany ludowy ZSRR.